# The Two Doctors
The Two Doctors (Les deux Docteurs) est le cent-quarantième épisode de la première série de la série télévisée britannique de science-fiction Doctor Who. Originellement diffusé sur la chaîne BBC One en trois parties du 16 février au 2 mars 1985, il voit le retour et la dernière apparition dans la série de Patrick Troughton dans le rôle du deuxième Docteur et celui de Frazer Hines dans celui de son compagnon, Jamie McCrimmon.

## Accroche
Les Seigneurs du Temps ont envoyé le Docteur (sous sa seconde incarnation) ainsi que Jamie sur une base spatiale afin de dissuader une équipe scientifique d'effectuer de dangereuses recherches sur le voyage dans le temps. Alors que le 2° Docteur se retrouve capturé, le 6e Docteur, qui passe ses vacances avec Peri, sent sa vie se détériorer. Il décide de partir à la recherche de son incarnation passée.

## Distribution
- Colin Baker : Sixième Docteur
- Patrick Troughton : Deuxième Docteur
- Nicola Bryant : Peri Brown
- Frazer Hines : Jamie McCrimmon
- John Stratton : Shockeye
- Jacqueline Pearce : Chessene
- Laurence Payne : Dastari
- Nicholas Fawcett : le technicien
- James Saxon : Oscar
- Carmen Gómez : Anita
- Aimée Delamain : Doña Arana
- Clinton Greyn : Stike
- Tim Raynham : Varl

## Résumé
Le Deuxième Docteur et Jamie ont été envoyés par les Seigneurs du Temps sur la station spatiale Chimera, un laboratoire de recherche où le Docteur doit rencontrer Dastari, le scientifique en chef de la base. Le TARDIS se matérialise dans la cuisine de la station, et le Docteur et Jamie rencontrent Shockeye, le cuisinier. Ce dernier est un Androgum, une créature primitive et bestiale qui tente d'acheter Jamie au Docteur pour le cuisiner. Le Docteur explique à Dastari que les Seigneurs du Temps veulent que les expériences sur le voyage dans le temps de deux scientifiques, Kartz et Reimer, soient stoppées. Dastari s'y refuse, et présente au passage au Docteur Chessene, une femelle Androgum qui a acquis une forte intelligence et des pouvoirs télépathiques grâce à ses expériences. Au même moment, des vaisseaux Sontariens prennent d'assaut la station avec la complicité de Chessene. Le Docteur est capturé et Jamie réussi à s'enfuir.
Ailleurs, le Sixième Docteur et Peri sont à la pêche. De retour dans le TARDIS, le Docteur s'évanouit soudainement. Au même moment, sur la station, Jamie voit un Sontarien apparemment tuer le Deuxième Docteur avec une machine. En reprenant des esprits, le Docteur pense qu'il est mort dans le passé, et qu'il continue d'exister à cause d'un paradoxe temporel. Il part voir Dastari et découvre que la station Chimera a été dévasté en son absence. Là, il trouve le journal de Dastari et ses notes sur les expériences de Kartz et Reimer. Sceptique, sur le rôle des Seigneurs du Temps dans l'affaire, il s'infiltre dans les conduits du vaisseau pour désactiver l'ordinateur de bord qui les considère comme des intrus.
Pendant ce temps, Chessene, Shockeye et le major Sontarien Varl arrivent sur la Terre, en Espagne et prennent possession d'une hacienda en tuant Doña Arana, sa vieille propriétaire. Chessene absorbe les pensées de la vieille dame et comprend qu'ils sont en Andalousie, près de Séville. Peu de temps après, un vaisseau Sontarien se pose près de la maison avec le maréchal Stike à son bord ainsi que Dastari et le Deuxième Docteur, inconscient. Deux promeneurs, Oscar et Anita, assistent à l'atterrissage.
Dans la station, Peri est attaquée par un homme en haillons, et le Docteur est pris dans un piège à gaz toxique et survit grâce à son système respiratoire particulier. L'homme s'avère être Jamie. L'hypnotisant, il apprend, l'attaque des Sontariens, mais une nouvelle exploration dans le vaisseau lui apprend que sa mise à mort n'était qu'une illusion programmée par ordinateur. Il en déduit que les Sontariens ont enlevé Dastari car celui-ci est capable d'isoler le gène permettant aux Seigneurs du Temps de faire des sauts temporels.
Le Sixième Docteur utilise le lien télépathique qu'il a avec ses autres incarnations pour localiser le Deuxième Docteur, et pose le TARDIS en Espagne. Prenant le TARDIS pour une cabine de police, Oscar et Anita racontent leur histoire au Docteur. Dastari, dans son laboratoire, prévoit de prendre le gène du Deuxième docteur pour le donner à Chessene, mais l'opération est interrompue par une diversion de Peri pendant que le Sixième Docteur et Jamie s'infiltrent dans la maison. Shockeye poursuit Peri afin de la manger.
Le Sixième Docteur et Jamie arrivent dans la cave et examinent le module de Kartz et Reimer, un prototype de machine temporelle. Le Docteur explique à Jamie qu'une fois le gène des Seigneurs du Temps intégré à la machine, tout le monde pourra s'en servir, mais les Sontariens l'ont entendu et le forcent à faire marcher le module. Le Docteur s'exécute, mais finit par s'enfuir grâce à Jamie, qui a blessé Stike avec un couteau. Il tente de libérer le Deuxième Docteur, mais l'arrivée de Shockeye, qui a attrapé Peri et la ramène à la maison pour la préparer, les interrompt. Chessene décide d'accélérer les plans, et demande à Dastari de transférer les gènes de Shockeye sur le Deuxième Docteur, pour le transformer en Androgum. Elle décide aussi de trahir les Sontariens et de les tuer à l'aide d'acide coronique, leur point faible tandis que de leur côté, les deux Sontariens conspirent pour s'enfuir avec le module et auto-détruire leur vaisseau. Tout en libérant Peri, le sixième Docteur et explique qu'il a saboté celui-ci.
Pendant ce temps, le transfert de gènes est un succès partiel, le Deuxième Docteur est transformé en Androgum, mais l'effet est temporaire. Shockeye se réveille furieux, mais se lie immédiatement d'amitié avec le Docteur transformé, qui lui propose d'aller en ville pour goûter à la cuisine locale, ce qui l'enchante.
Dastari et Chessene attirent les Sontariens dans un piège et arrivent à tuer Varl avec l'acide coronique, mais Stike survit. Il tente de fuir avec le module mais le sabotage le fait exploser et en tentant de regagner son vaisseau, il est tué par l'autodestruction.
Le Sixième Docteur, Peri et Jamie se rendent à Séville pour tenter de retrouver Shockeye et le Deuxième Docteur et de guérir ce dernier avant qu'il ne devienne définitivement un Androgum. Dastari et Chessene le cherchent aussi, car ils savent qu'il risque de rejeter le transfert si l'opération n'est pas achevée avant un court délai. Shockeye et le Docteur arrivent dans un restaurant tenu par Oscar, et engloutissent un repas gargantuesque avant qu'Oscar ne leur demande de payer l'addition. Shockeye n'ayant pas d'argent terrien, il s'énerve et tue Oscar d'un coup de couteau. Le Sixième Docteur arrive quelques instants après, au moment où le Deuxième Docteur redevient normal. Dastari et Chessene les retrouvent et les forcent à rentrer à l'hacienda.
Chessene force le Sixième Docteur à réparer le module et le teste sur Peri. Shockeye est autorisé à manger Jamie et l'emmène à la cuisine. Le Sixième Docteur tente de le libérer mais finit par être poursuivi par Shockeye. Le Docteur trouve le sac à dos d'Oscar et le cyanure dont Oscar se servait pour tuer les papillons, et arrive à tuer Shockeye avec. Ayant vu Chessene avaler le sang du Docteur et le lécher, Dastari comprend qu'elle reste une Androgum. Chessene se rend compte qu'il a changé de camp et fini par le tuer. Elle tente de s'enfuir avec le module mais celui-ci avait été saboté par le Sixième Docteur de sorte à exploser lors de sa seconde utilisation et explose. Elle meurt et son corps reprend celui d'une Androgum.
Les deux Docteurs et leurs compagnons se disent adieu. Le Sixième Docteur et Peri repartent, le Docteur faisant une blague sur le fait que cette aventure lui a donné envie de devenir végétarien.

### Continuité
- Les premières secondes de l'épisode dans le TARDIS du Deuxième Docteur sont en noir et blanc, en hommage à la période de Patrick Troughton.
- Le Deuxième Docteur fait une brève référence à Victoria Waterfield.
- Les Sontariens étaient déjà apparus dans les épisodes « The Time Warrior », « The Sontaran Experiment », et « The Invasion of Time. »
- Lorsque le Sixième Docteur s'évanouit, il se met à délirer et parle de jouer de la flûte à bec (référence au Deuxième Docteur) et de Jelly Babies (Quatrième Docteur). Peri lui demande s'il aimerait du céleri (Cinquième Docteur).
- Au moment où ils se croisent le second et le sixième Docteur disent "Snap" (en référence à un jeu de carte pour enfant où l'on prononce ce mot lorsque deux cartes pareilles sont jouées...) Le dixième Docteur réutilisera la même expression avec le 5e Docteur (« Time Crash ») et River Song l'utilisera avec le dixième Docteur (« Bibliothèque des ombres, première partie. »)